# 伊勝町
伊勝町（いかつちょう）は、愛知県名古屋市昭和区の地名。現行行政地名は伊勝町1丁目および伊勝町2丁目。住居表示未実施。

## 地理
名古屋市昭和区北東部に位置する。東は宮東町、南は前山町、北は神村町に接する。

## 歴史

### 地名の由来
かつて存在した伊勝村の名に由来する。地名の由来には複数説あり、『尾張国地名考』によれば「井河津」が約されたものであり、『正事記』によれば空海（弘法大師）が当地を訪れた際、水を求めたものの村人が拒んだために村中の井戸が涸れたとの伝説より「井湯の里」とされ、それが転じて「井渇の里」、「伊勝」となったとされる。

### 沿革
- 1942年（昭和17年）11月27日 - 昭和区広路町の一部により、同区伊勝町として成立[1]。
- 1943年（昭和18年）2月15日  - 昭和区広路町の一部を編入する[1]。

## 世帯数と人口
2019年（平成31年）1月1日現在の世帯数と人口は以下の通りである。
| 町丁   | 世帯数  | 人口    |
| ------ | ------- | ------- |
| 伊勝町 | 510世帯 | 1,051人 |

### 人口の変遷
国勢調査による人口の推移
| 1950年（昭和25年） | 658人   | [ 5 ]     |  |
| 1955年（昭和30年） | 860人   | [ 5 ]     |  |
| 1960年（昭和35年） | 1,159人 | [ 6 ]     |  |
| 1965年（昭和40年） | 1,441人 | [ 6 ]     |  |
| 1970年（昭和45年） | 1,569人 | [ 7 ]     |  |
| 1975年（昭和50年） | 1,589人 | [ 7 ]     |  |
| 1980年（昭和55年） | 1,509人 | [ 8 ]     |  |
| 1985年（昭和60年） | 1,355人 | [ 8 ]     |  |
| 1990年（平成2年）  | 1,315人 | [ 9 ]     |  |
| 1995年（平成7年）  | 1,277人 | [ 10 ]    |  |
| 2000年（平成12年） | 1,334人 | [ WEB 6 ] |  |
| 2005年（平成17年） | 1,224人 | [ WEB 7 ] |  |
| 2010年（平成22年） | 1,159人 | [ WEB 8 ] |  |
| 2015年（平成27年） | 1,189人 | [ WEB 9 ] |  |

## 学区
市立小・中学校に通う場合、学校等は以下の通りとなる。また、公立高等学校に通う場合の学区は以下の通りとなる。
| 番・番地等 | 小学校               | 中学校               | 高等学校 |
| ---------- | -------------------- | -------------------- | -------- |
| 全域       | 名古屋市立伊勝小学校 | 名古屋市立川名中学校 | 尾張学区 |

## 施設
- 伊勝八幡宮[4]

『尾張志』は御器所八幡宮の故地とする記事を載せる。また、境内には応永25年（1418年）の紀年銘をもつ狛犬がある。
- 宝珠院[4]

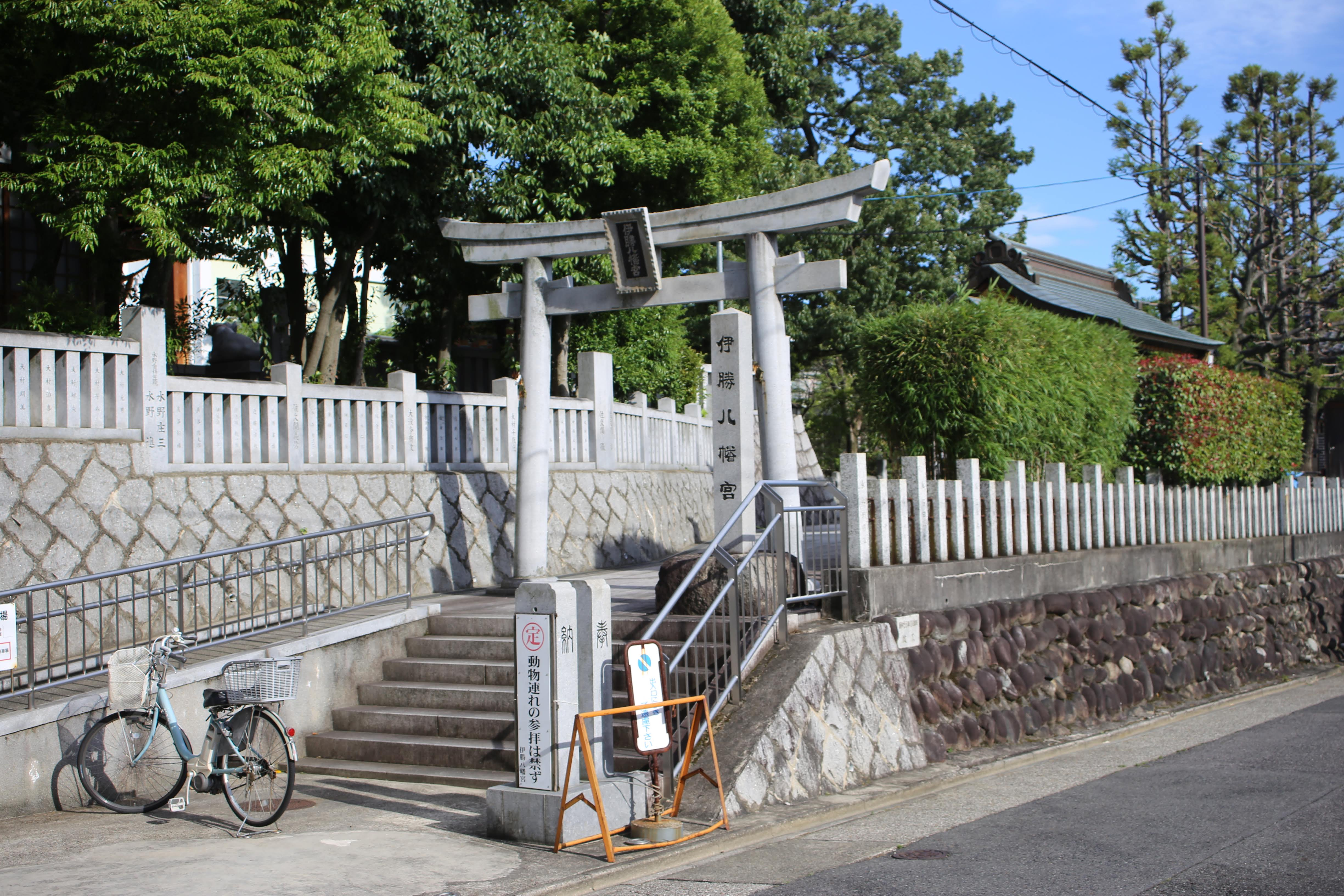
伊勝八幡宮
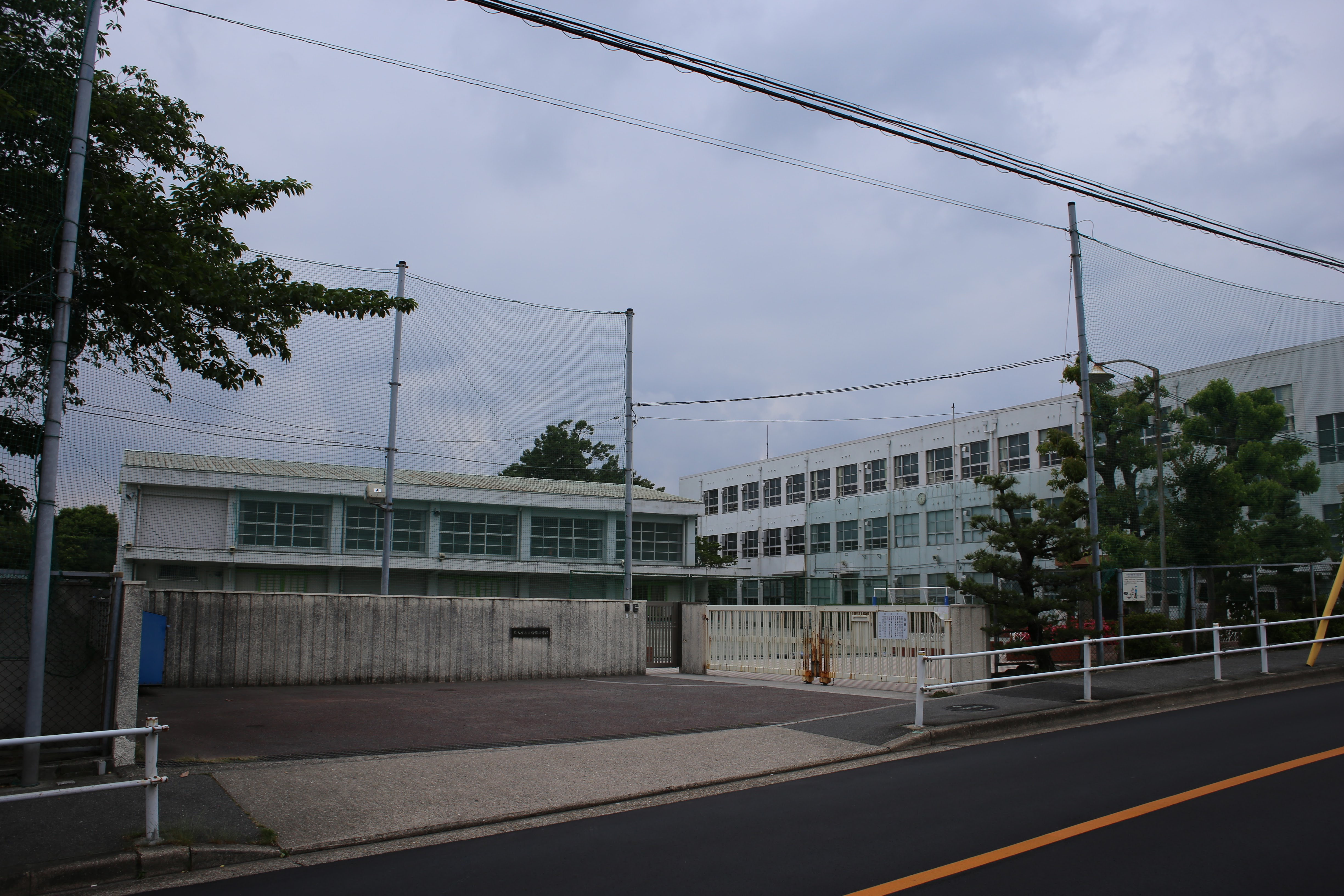
名古屋市立伊勝小学校
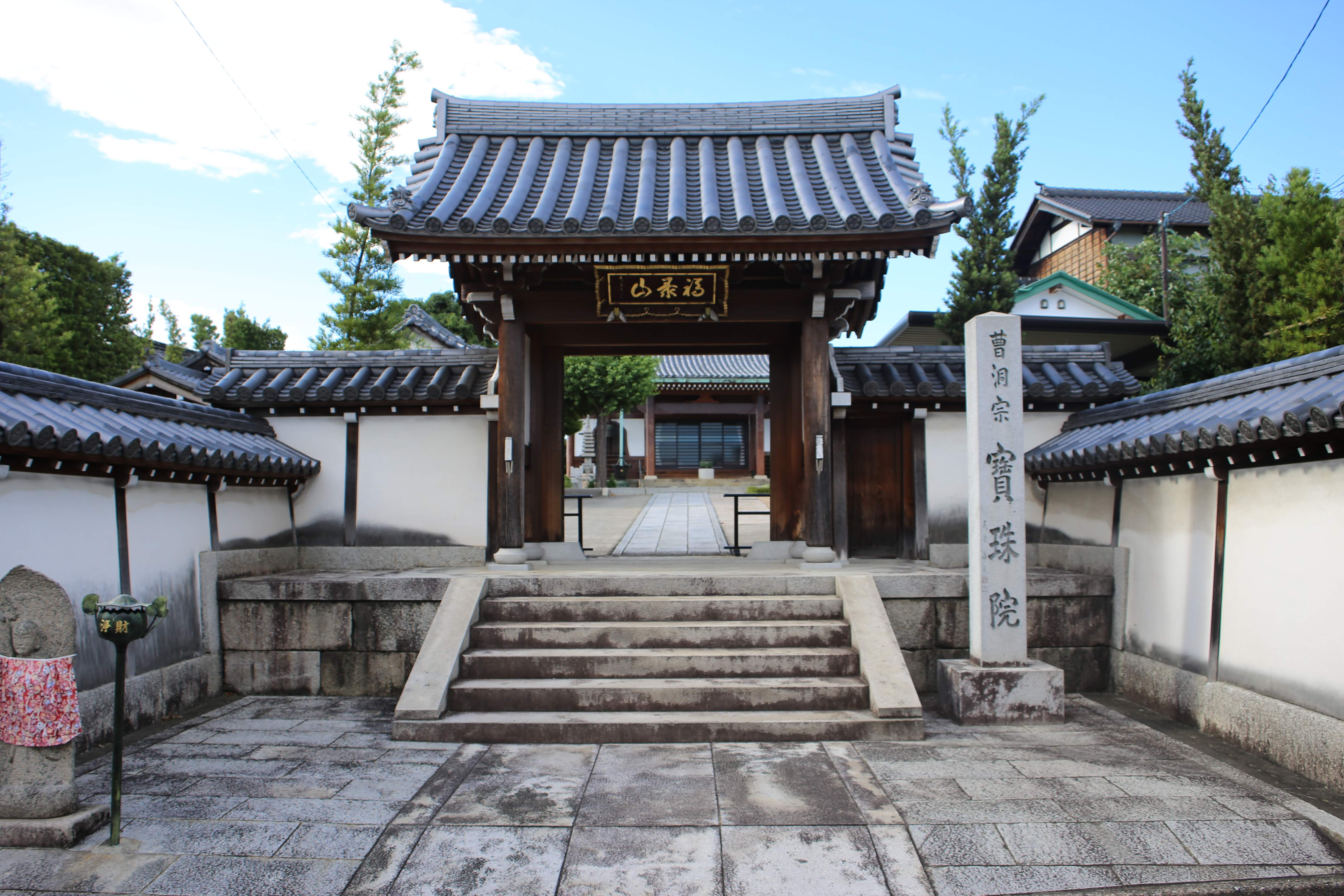
宝珠院

## その他

### 日本郵便
- 郵便番号 : 466-0805[WEB 3]（集配局：昭和郵便局[WEB 12]）。